# Simpang (Takokak)
Simpang is een bestuurslaag in het regentschap Cianjur van de provincie West-Java, Indonesië. Simpang telt 7473 inwoners (volkstelling 2010).